# Resistor-transistor logic

Schema för en RTL NOR-grind

Resistor–transistor logic (RTL), ibland även känd som transistor-resistor logic (TRL), är en typ av digitala kretsar som är uppbyggda av resistorer som ingångsnät och en bipolär transistor som switch. RTL är den tidigaste klassen av transistoriserade digitala logiska kretsar. Den efterträddes av diod-transistorlogik (DTL) och transistor-transistorlogik (TTL).
RTL-kretsar konstruerades först med diskreta komponenter, men 1961 blev det den första digitala logikfamiljen som producerades som en monolitisk integrerad krets. RTL integrerade kretsar användes i Apollo Guidance Computer, vars konstruktion började 1961 och som flög först 1966.

## Genomförande

### RTL-växelriktare
En bipolär transistoromkopplare är den enklaste RTL-grinden (inverter eller NOT-gate) som tillför logisk negation. Den består av ett gemensamt emittersteg med ett basmotstånd anslutet mellan basen och ingångsspänningskällan. Basmotståndets roll är att utöka det mycket lilla transistorns inspänningsområde (ca 0,7 V) till den logiska "1"-nivån (ca 3,5 V) genom att omvandla inspänningen till ström. Dess resistans avgörs genom en kompromiss, där den väljs tillräckligt låg för att mätta transistorn och tillräckligt hög för att erhålla hög ingångsresistans. Kollektormotståndets roll är att omvandla kollektorströmmen till spänning. Dess resistans väljs tillräckligt högt för att mätta transistorn och tillräckligt lågt för att erhålla låg utgångsresistans (hög fan-out). 

### Entransistor RTL NOR-grind

Schematisk beskrivning av en entransistor RTL NOR-grind.

Med två eller flera basmotstånd (R3 och R4) istället för ett, blir växelriktaren en RTL NOR-grind med två ingångar (se bilden till höger). Den logiska operationen OR utförs genom att i följd applicera de två aritmetiska operationerna addition och jämförelse (ingångsmotståndsnätverket fungerar som en parallell spänningssummerare med lika viktade ingångar och det följande transistorsteget med gemensam emitter som en spänningskomparator med ett tröskelvärde på cirka 0,7 V). Den ekvivalenta resistansen för alla resistorer anslutna till logisk "1" och ekvivalenta resistanser för alla resistorer anslutna till logisk "0" bildar de två benen av en sammansatt spänningsdelare som driver transistorn. Basresistanserna och antalet ingångar är valda (begränsade) så att endast en logisk "1" är tillräcklig för att skapa bas-emitterspänning som överskrider tröskeln och som ett resultat mättar transistorn. Om alla inspänningar är låga (logisk "0"), är transistorn avstängd. Neddragningsmotståndet R1 förspänner transistorn till det lämpliga på-av- tröskelvärdet. Utgången är inverterad eftersom kollektor-emitterspänningen för transistor Q1 tas som utgång och är hög när ingångarna är låga. Således utför det analoga resistiva nätverket och det analoga transistorsteget den logiska funktionen NOR.

### Multi-transistor RTL NOR-grind

SSchematisk över en multitransistor RTL NOR-grind, som används i Apollo Guidance Computer integrerade kretsar.

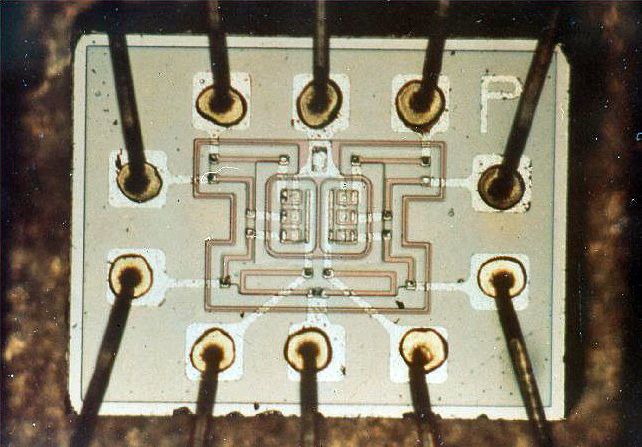
Fotografi av det dubbla 3-ingångars NOR-grindchip som används för att bygga Apollo Guidance Computer. Anslutningar (medurs från övre mitten) jord, ingångar (3), utgång, effekt (V cc), utgång, ingångar (3). De sex transistorerna (två grupper om tre) är i mitten. De tunna ledningarna från terminalerna till transistorerna är motstånd.

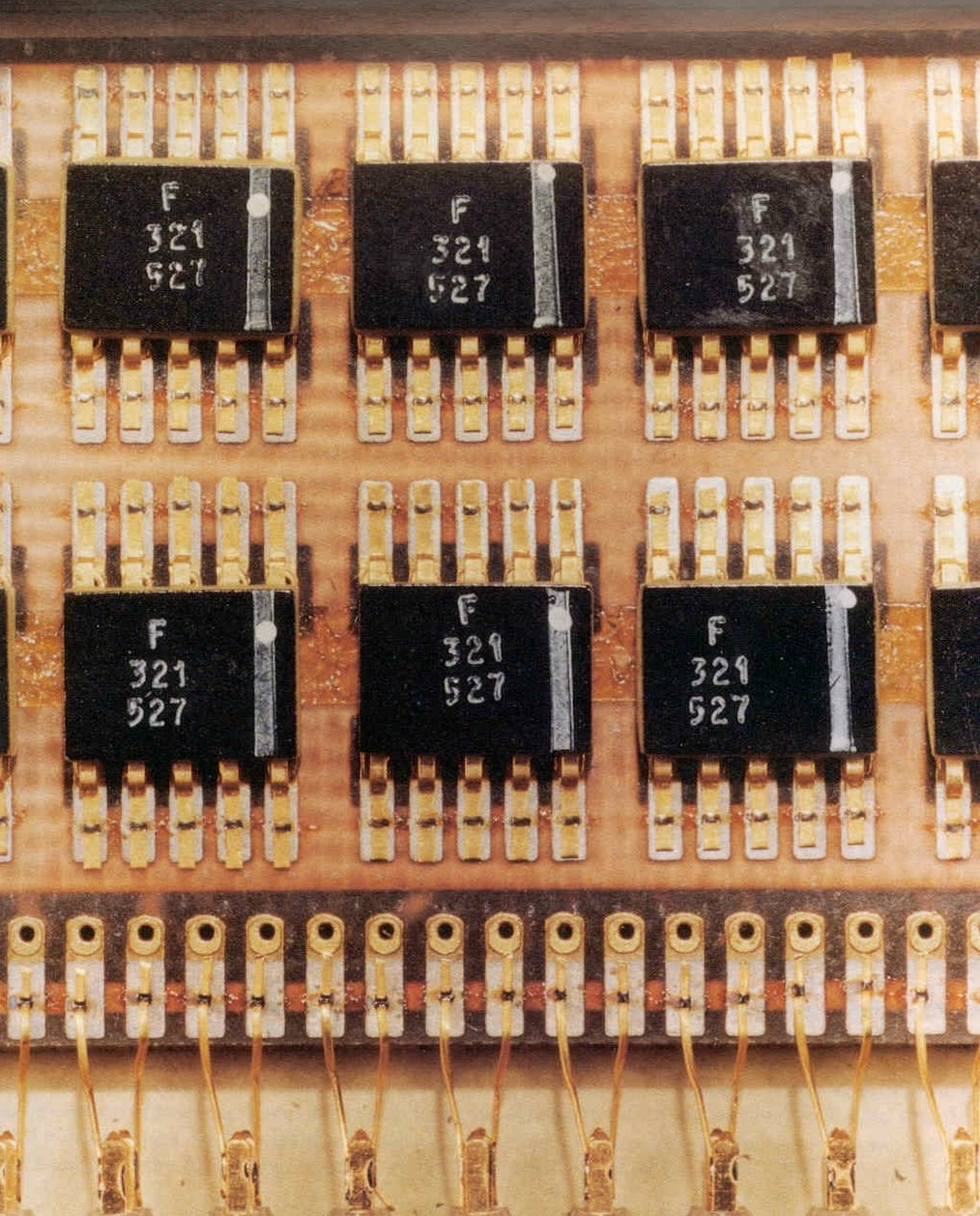
Flatpack RTL NOR gate integrerade kretsar i Apollo vägledningsdator

Begränsningarna för entransistor-RTL NOR-grinden övervinns av multitransistor-RTL-implementeringen. Den består av en uppsättning parallellkopplade transistoromkopplare som drivs av de logiska ingångarna (se bilden till höger). I denna konfiguration är ingångarna helt separerade och antalet ingångar begränsas endast av den lilla läckströmmen från avstängningstransistorerna vid logisk utgång "1". Samma idé användes senare för att bygga DCTL, ECL, några TTL (7450, 7460), NMOS och CMOS-grindar.

### Transistorförspänning
För att säkerställa stabilitet och förutsägbar utsignal från de bipolära transistorerna är deras basingångar (Vb eller basterminalspänning) förspända.

## Fördelar
Den främsta fördelen med RTL-teknik var att den använde ett minimum antal transistorer. I kretsar som använder diskreta komponenter, före integrerade kretsar, var transistorer den dyraste komponenten att tillverka. Tidig IC-logikproduktion (som Fairchilds 1961) använde samma tillvägagångssätt en kort tid, men övergick snabbt till högre prestandakretsar som diod-transistorlogik och sedan transistor-transistorlogik (med början 1963 hos Sylvania Electric Products ), eftersom dioder och transistorer inte var dyrare än resistorer.

## Begränsningar
Nackdelen med RTL är dess höga effektförlust när transistorn är påslagen, genom att ström flyter i kollektorn och basmotstånden. Detta kräver att mer ström tillförs och värme tas bort från RTL-kretsar. Däremot minimerar TTL-kretsar med "totempol"-utgångssteg båda dessa krav.
En annan begränsning för RTL är dess begränsade intag, då tre ingångar är gränsen för många kretskonstruktioner, innan den helt förlorar användbar brusimmunitet. Den har en låg brusmarginal. Lancaster säger att RTL NOR-grindar för integrerade kretsar (som har en transistor per ingång) kan konstrueras med "vilket som helst rimligt antal" logiska ingångar, och ger ett exempel på en 8-ingångars NOR-grind.
En standard integrerad krets RTL NOR- grind kan driva upp till tre andra liknande grindar. Alternativt har den tillräckligt med utgång för att driva upp till två standard integrerade krets RTL "buffertar", som var och en kan driva upp till 25 andra standard RTL NOR-grindar.

## Utveckling
Olika företag har tillämpat följande metoder för att snabba upp diskreta RTL.
Transistorväxlingshastigheten har ökat stadigt från de första transistoriserade datorerna fram till idag. (1964) GE Transistor Manual (7:e upplagan, s. 181, eller 3:e upplagan, s. 97 eller mellanutgåvor) rekommenderar att man ökar hastigheten genom att använda högfrekvenstransistorer, eller kondensatorer, eller en diod från bas till kollektor (parallell negativ återkoppling) för att förhindra mättnad.
Att placera en kondensator parallellt med varje ingångsmotstånd minskar den tid som krävs för ett drivsteg att framåtförspänna ett drivstegs bas-emitterövergång. Ingenjörer använder "RCTL" (resistor-capacitor-transistor logic) för att beteckna grindar utrustade med "speed-up kondensatorer". Lincoln Laboratory TX-0-datorns kretsar inkluderade en del RCTL. Metoder som involverade kondensatorer var dock olämpliga för integrerade kretsar.
Genom att använda en hög kollektormatningsspänning och diodklämning minskade laddningstiden för kollektorbasen och ledningskapacitansen. Detta arrangemang krävde diod som klämde kollektorn till designlogiknivån. Denna metod användes också för diskret DTL (diod-transistorlogik).
En annan metod som var känd i logiska kretsar för diskreta enheter använde en diod och ett motstånd, en germanium- och en kiseldiod, eller tre dioder i ett negativt återkopplingsarrangemang. Dessa diodnätverk, kända som olika Bakerklämmor, minskade spänningen som applicerades på basen när kollektorn närmade sig mättnad. Eftersom transistorn gick mindre djupt in i mättnad, samlade transistorn färre lagrade laddningsbärare. Därför krävdes mindre tid för att rensa lagrad laddning när transistorn stängdes av. [ 7 ] En lågspänningsdiod anordnad för att förhindra mättnad av transistorn applicerades på familjer av integrerad logik genom att använda Schottkydioder, som i Schottky TTL.